# Marienkirche (Klütz)

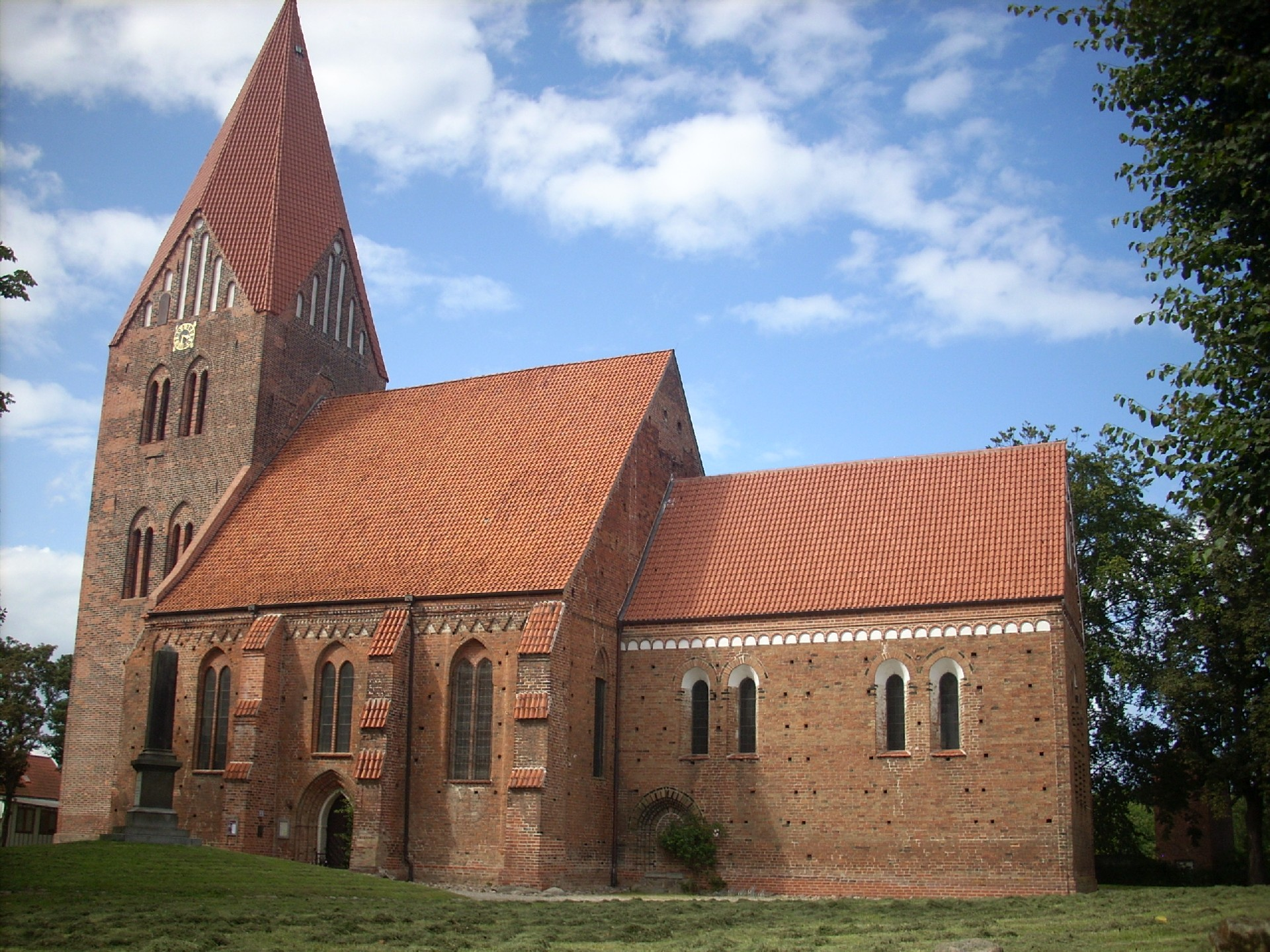
Marienkirche in Klütz

Die Marienkirche in der mecklenburgischen Kleinstadt Klütz ist eine backsteingotische Kirche aus der Zeit des Übergangs von der Romanik zur Gotik. Sie ist die Kirche der Kirchengemeinde Klütz im Landkreis Nordwestmecklenburg. Die Gemeinde gehört zur Propstei Wismar im Kirchenkreis Mecklenburg der Evangelisch-Lutherischen Kirche in Norddeutschland.

## Geschichte
Die Stadt Klütz und ihre Kirchgemeinde wird bereits 1230 im Ratzeburger Zehntregister erwähnt, welches die damals zum Bistum Ratzeburg gehörenden Ortschaften geordnet nach Kirchspielen auflistet. Die Marienkirche ist vom Baukörper für die Gegend um Wismar zwar typisch, aber deutlich größer als die sonst in Mecklenburg anzutreffenden Landkirchen in den Dörfern. Der Grund liegt in der Bedeutung des Fleckens für die Umgebung im Klützer Winkel, dessen Wälder in Rodungszeit bereits 1188 von Kaiser Barbarossa urkundlich der Stadt Lübeck als Holzreserve für den Haus- und Schiffbau zugesagt wurden.

## Gebäude
Der Baukörper besteht aus einer dreischiffigen Halle als Mittelteil von je drei Jochen unter Kreuzgewölben hinter einem quadratischen Westturm aus neuerer Zeit. Der Turm hat die Breite des Mittelschiffs. Der merkwürdig langgestreckte Chor besteht aus zwei hintereinanderliegenden nahezu quadratischen Rechtecken. 1701 wurden Gewölbe neu unter die alten ursprünglichen Gewölbe gezogen.

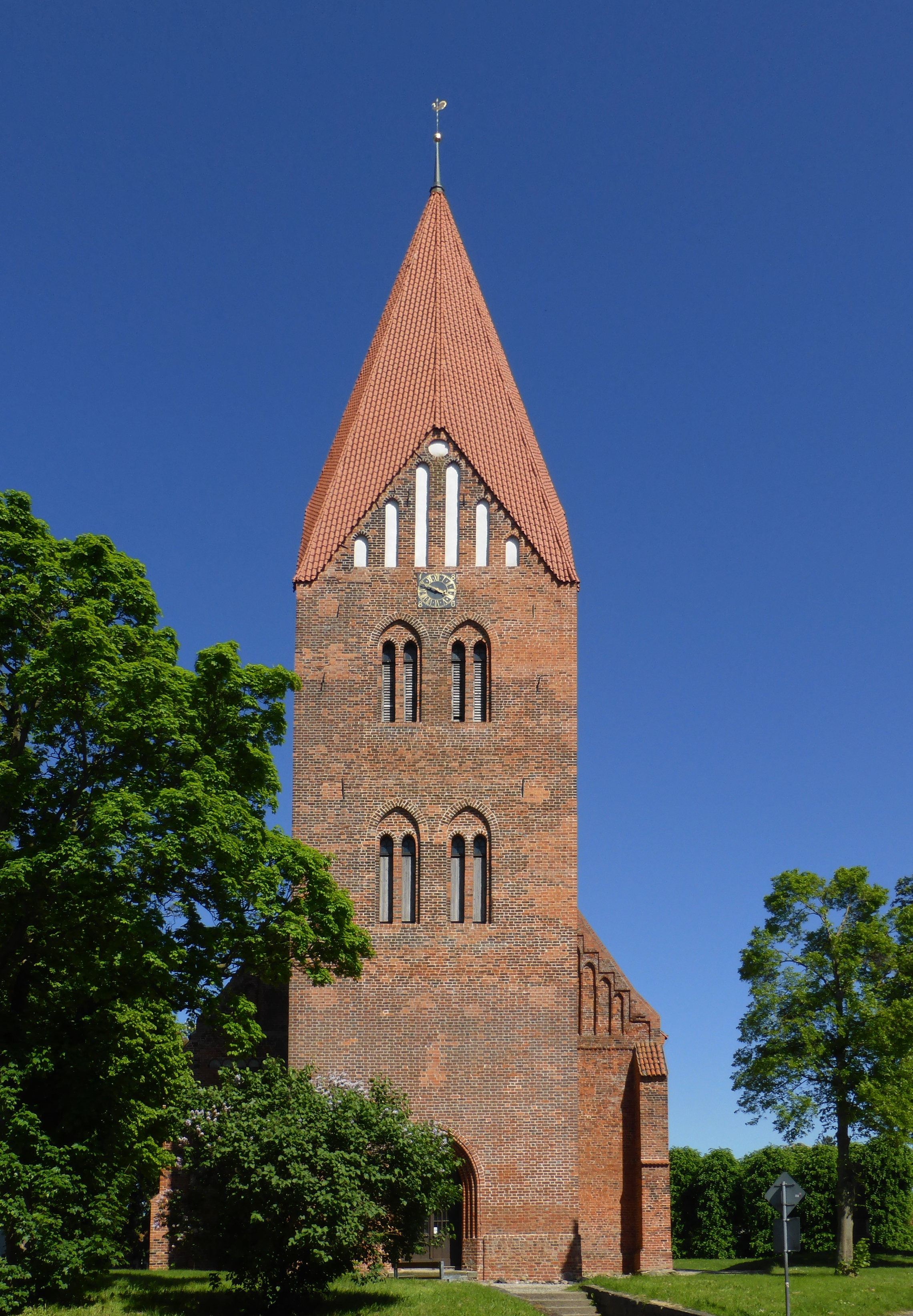
Turm
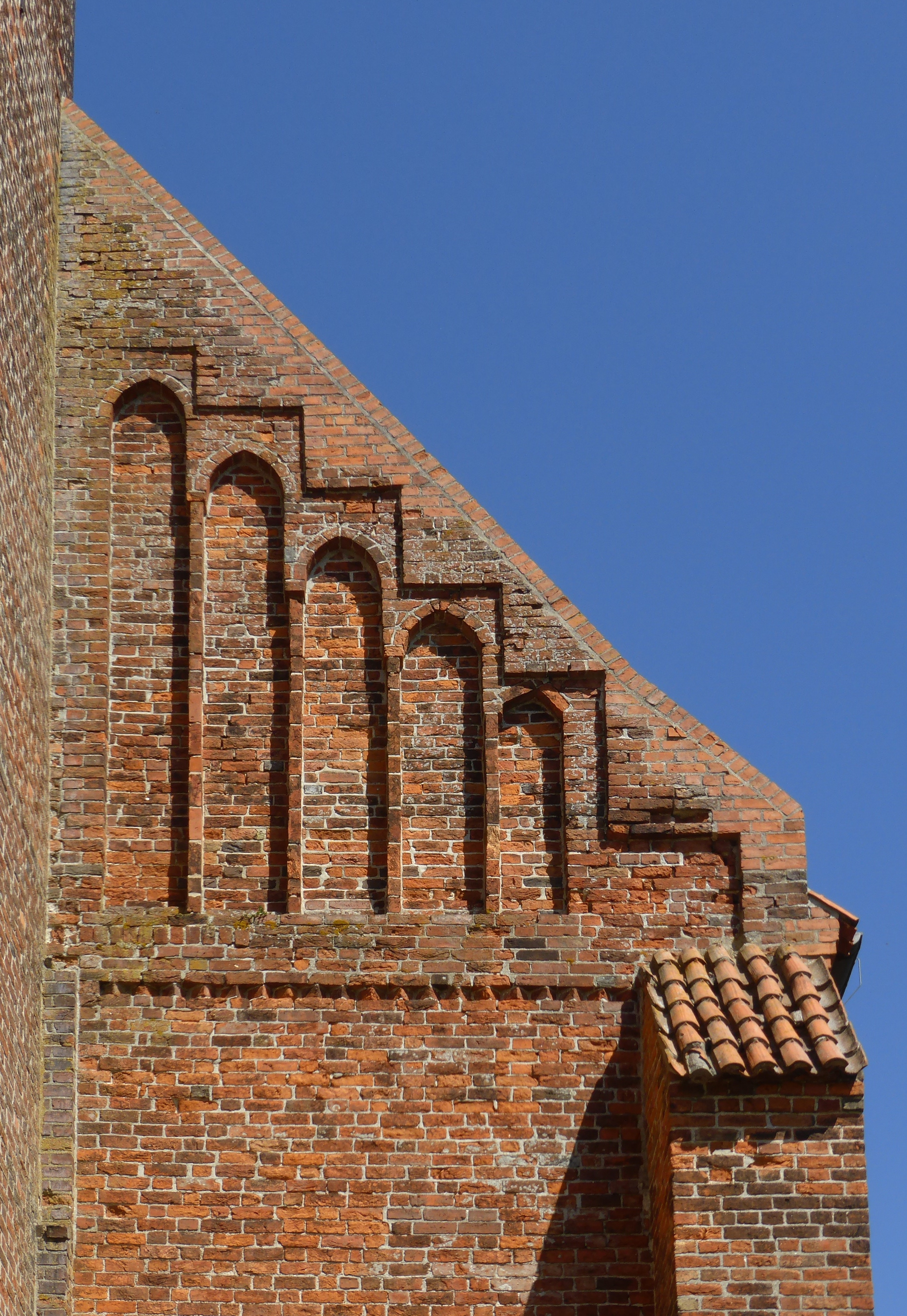
Detail der Stirnseite
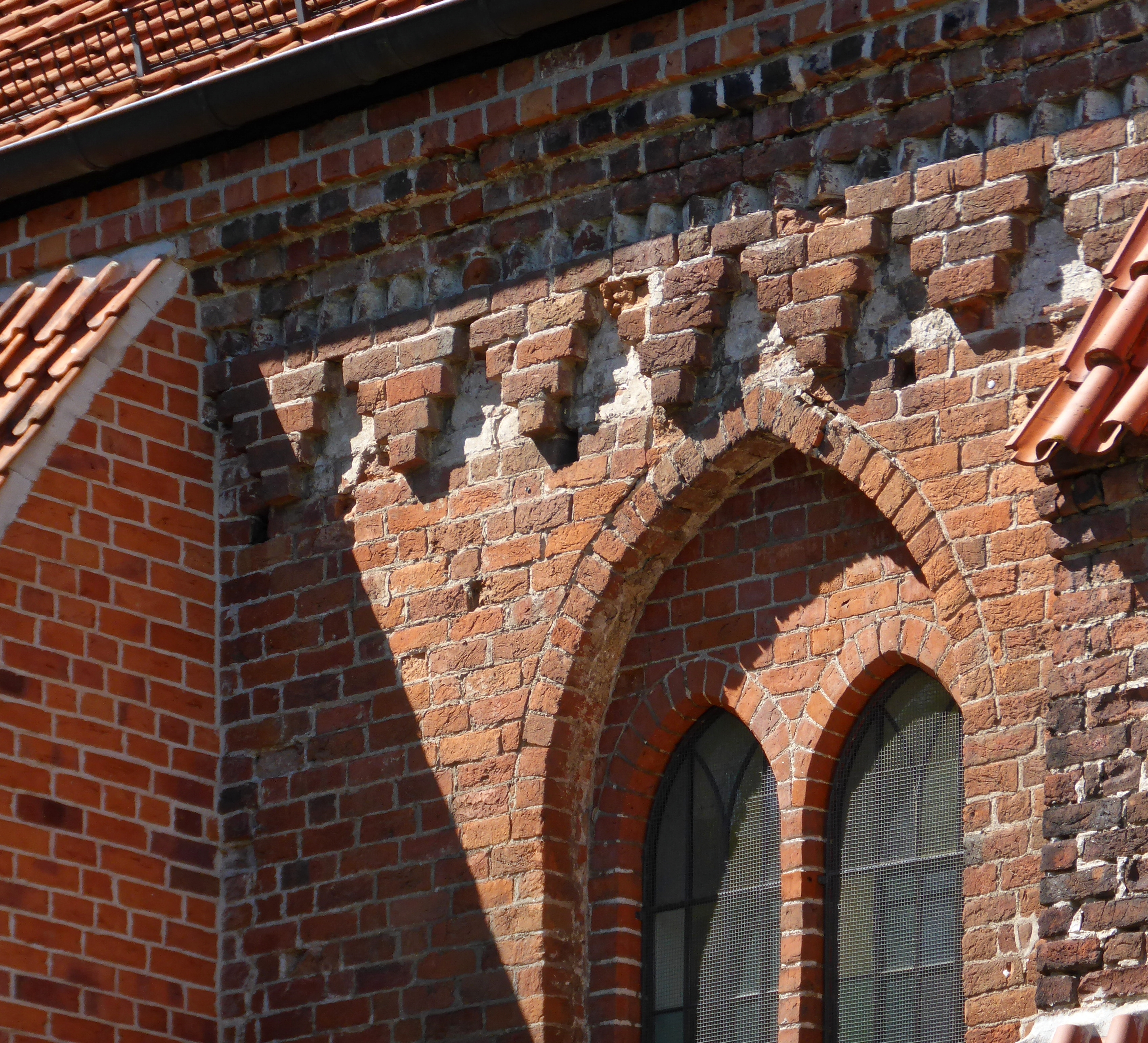
Detail der Seitenwand

## Ausstattung
Zur Ausstattung gehören der Barockaltar vom Anfang des 18. Jahrhunderts, die reich beschnitzte Renaissance-Kanzel aus dem Jahr 1587 mit den Wappen mecklenburgischer Adelsfamilien und das Römergestühl aus dem frühen 15. Jahrhundert. Ein alter gotischer Taufstein, der 1844 auf dem Kirchhof wiedergefunden wurde steht in Gegensatz zu einer reich beschnitzten Taufe der Spätrenaissance, deren Gehäuse aus dem Jahr 1653 stammt. Friedrich Wilhelm Winzer schuf im Jahr 1871 die zweimanualige Orgel mit 20 Registern.

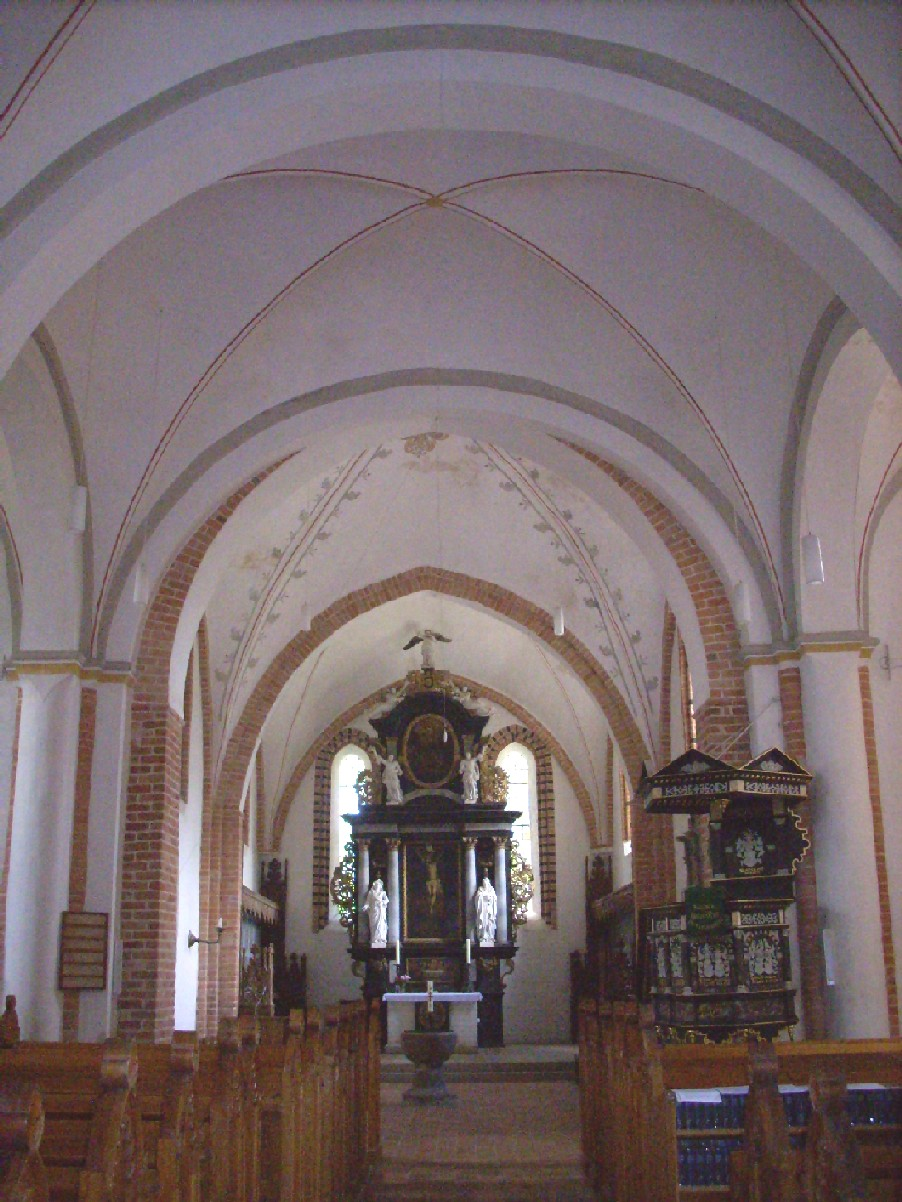
Blick durch das romanische Langschiff in den gotischen Chor
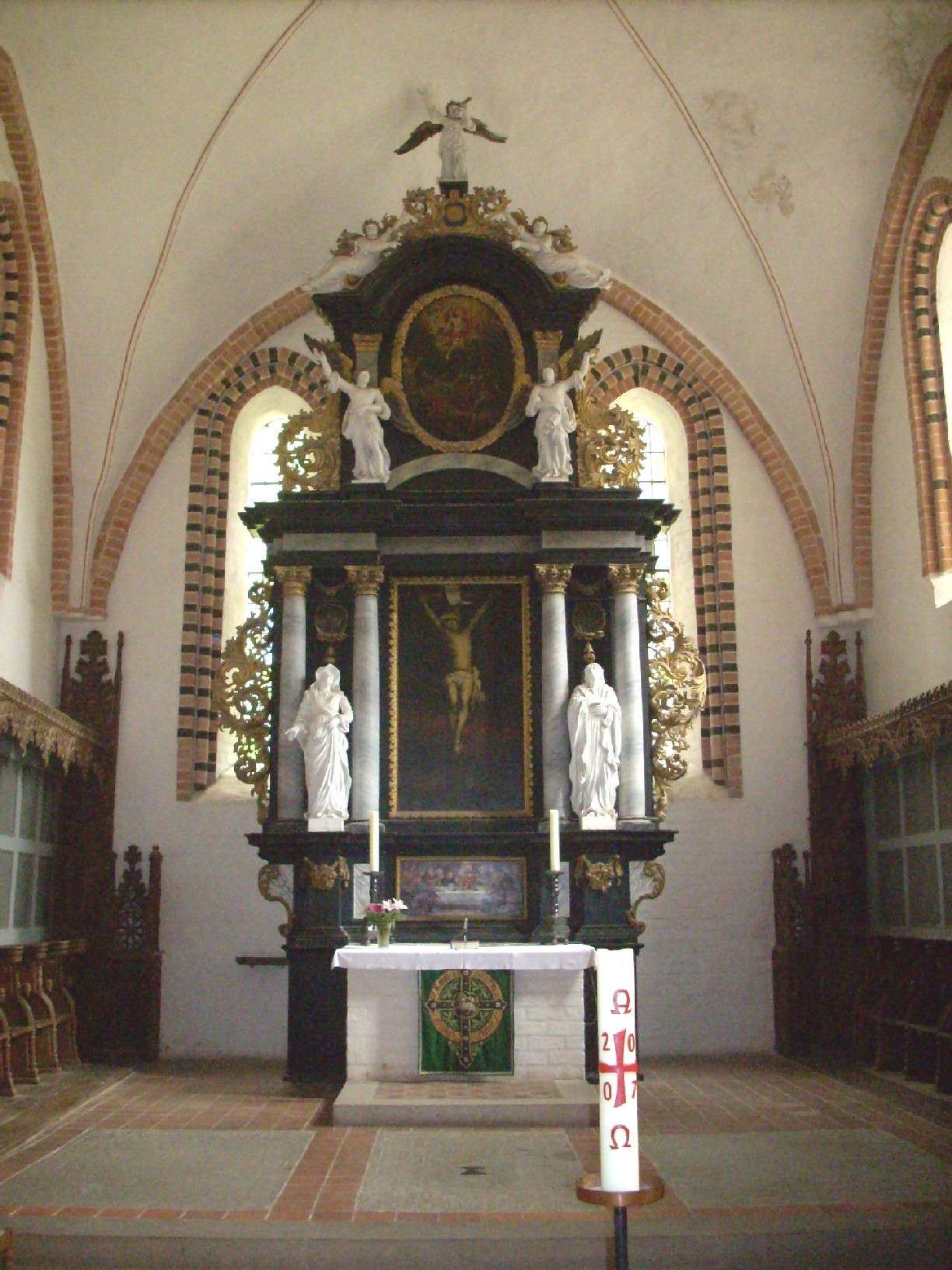
Barockaltar
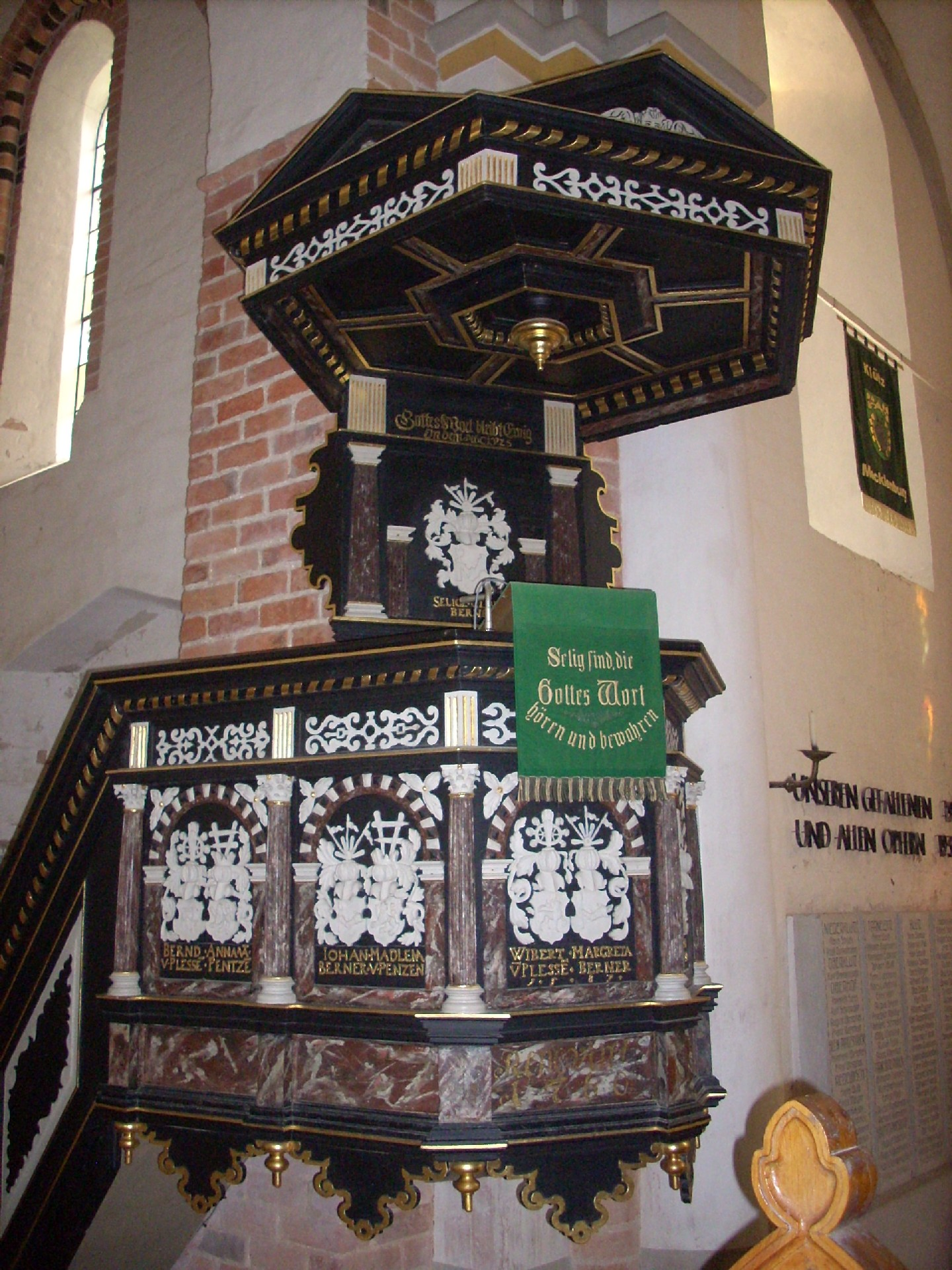
Kanzel
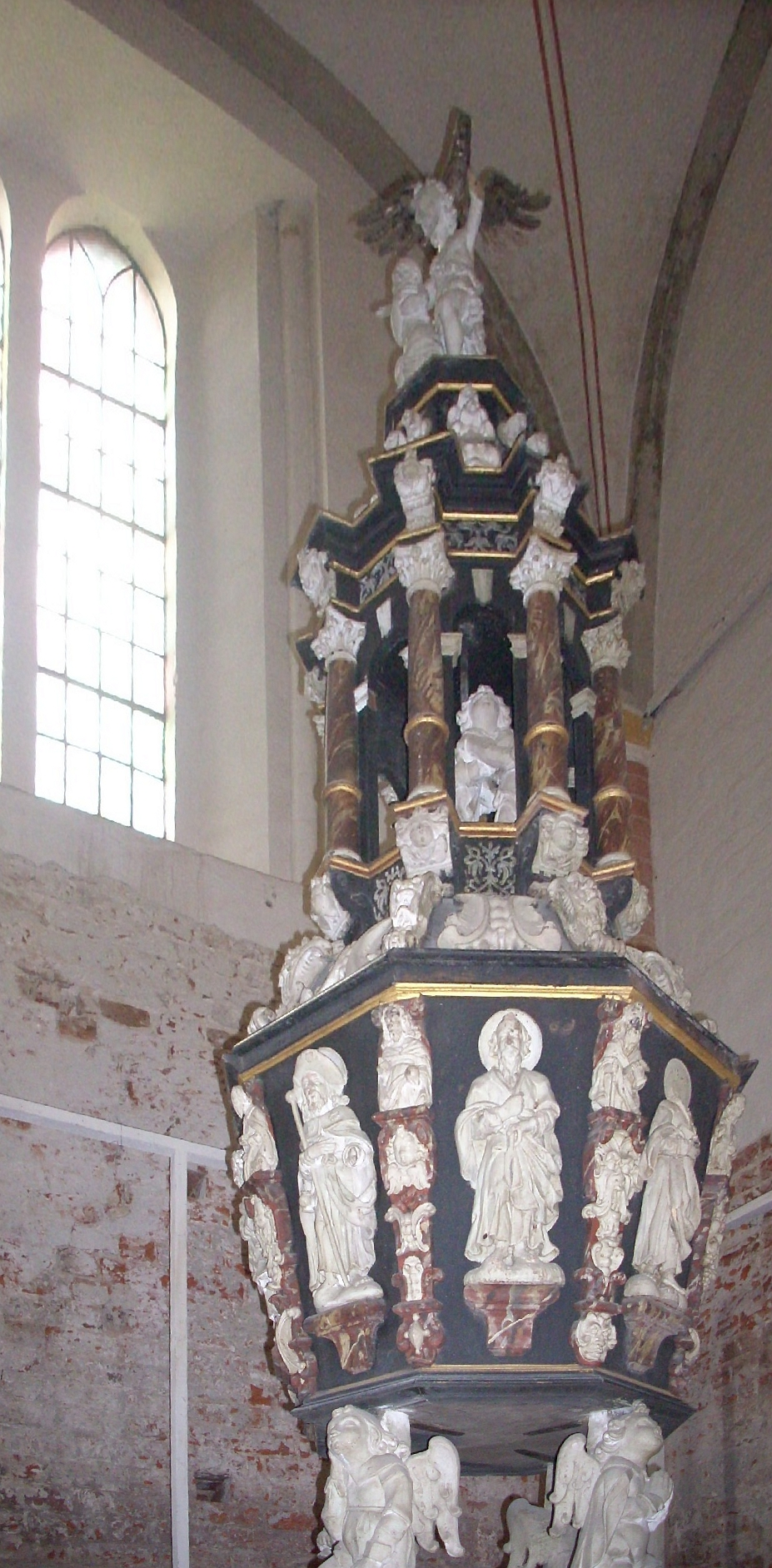
Taufbrunnen

## Pastoren
- 1745 bis 1790: Ludwig Erich Mellmann (1717–1790), Vater von Johann Dietrich Mellmann
- 1829 bis 1877: August Erdmann
- 1857 bis 1872: Carl Griewank, Präpositus
- 1933–1973:  Willy Wömpner